# Geschichte der Entgeltfortzahlung im Krankheitsfall in Deutschland
Die Geschichte der Entgeltfortzahlung im Krankheitsfall begann in Deutschland vermutlich im 12. und 13. Jahrhundert.

## Vorindustrielle Regelungen über die Entgeltfortzahlung im Krankheitsfall

### Regelungen im römischen Recht
Ob es im römischen Recht eine Form der Lohnfortzahlung im Krankheitsfall gab, lässt sich heute mit Sicherheit nicht mehr ermitteln. Ausgehend von verschiedenen Schriften aus dem 12. und 13. Jahrhundert wird ein System für die „Dienstmiete“ (= Dienstverhältnis) dargestellt, das zwischen verschuldeter Unmöglichkeit und zufälliger Unmöglichkeit unterschied. Bei der zufälligen Unmöglichkeit wurde weiter differenziert, in welcher Person der Zufall lag.
Hatte der Dienstnehmer die Unmöglichkeit zu vertreten, so haftete er auf Schadensersatz; entstand sie durch Zufall in seiner Person (z. B. unverschuldete Erkrankung), so hatte er Lohnanspruch nur für die tatsächlich geleistete Arbeit, ein weitergehender Lohnanspruch bestand nicht. Eine Lohnfortzahlung im Krankheitsfall bestand höchstens bei vom Dienstgeber verschuldeten Erkrankungen.

### Regelungen im Preußischen Allgemeinen Landrecht
Ein ausgesprochenes Arbeits- oder Dienstrecht lässt sich für das Allgemeine Landrecht für die Preußischen Staaten (ALR) nicht ausmachen. Das Preußische ALR war das Gesetzeswerk einer ständischen Gesellschaft, in dem auf die Denkungsart, die Sitten und die Gewohnheiten des Jahrhunderts sowie insbesondere auf die Stände Rücksicht genommen wurde. So bot das preußische ALR von 1794 kein allgemeines Dienstvertragsrecht, sondern differenzierte stark zwischen verschiedenen Arten von Arbeitsverhältnissen. Die Arbeitsverhältnisse des Gesindes, der gedungenen Handarbeiter und Tagelöhner, der Handwerker und Künstler, der Fabrikanten, der Gesellen, der Bergleute usw. waren jeweils in gesonderten Abschnitten – teilweise mit Verweisungen auf den allgemeinen schuldrechtlichen Teil des preußischen ALR – geregelt. Als Ursache hierfür ist zum einen die Tatsache anzusehen, dass die einzelnen Stände in sich keineswegs homogen waren, sondern ihrerseits wieder soziale Untergliederungen aufwiesen, deren Abgrenzung voneinander durch das ALR geregelt wurde; zum anderen folgte das ALR in seinen verstreuten arbeitsrechtlichen Regelungen weitgehend den „berufsständischen“ Grundsätzen, die von den Handwerkszünften oder von Arbeitnehmerzusammenschlüssen entwickelt worden waren.
Eine ausführliche Darstellung der einzelnen Regelungen über eine Versorgung der Arbeitnehmer im Krankheitsfall ist aufgrund der Vielzahl dieser Regelungen kaum möglich. Beispielhaft sollen hier daher drei Teilbereiche dargestellt werden.
1. Das Bergrecht im preußischen ALR beruhte ganz wesentlich auf den überkommenen Einrichtungen des gemeinen deutschen Bergrechts, das sich seit dem 14. Jahrhundert in Böhmen, Sachsen und im Harz herausgebildet hatte.[7] Das ALR bestimmte für die Bergleute in ALR II 16 §§ 214 ff., dass – je nach Art der Zeche – ein erkrankter Bergarbeiter Anspruch auf vier bzw. acht Wochen Lohnfortzahlung hatte. Dauerte die Krankheit länger, so übernahm die Knappschaftskasse die Verpflegung des Erkrankten.
2. Das Gesinderecht im preußischen ALR war im Anschluss an die Vorschriften über die Familie geregelt, weil die Auffassung vorherrschte, dass das Gesinde zur häuslichen Gemeinschaft gerechnet werden müsste.[2][8] Aus den Regelungen im ALR entwickelte sich im Jahre 1810 die preußische Gesindeordnung.[2] Im Falle einer Erkrankung von Dienstboten wurde hier unterschieden, ob die Erkrankung „durch den Dienst oder bei Gelegenheit desselben“[9] oder unabhängig vom Dienst geschah. Im ersten Fall musste der Dienstherr für Verpflegung und Heilung sorgen, ohne die dadurch entstehenden Kosten vom Lohn abziehen zu können, im zweiten Fall entstand diese Verpflichtung nur, wenn die Dienstboten keine gesetzlich zur Fürsorge verpflichteten Verwandten in der Nähe hatten oder wenn diese ihrer Verpflichtung nicht nachkamen.[10] Soweit öffentliche Anstalten vorhanden waren, „wo dergleichen Kranke aufgenommen“ wurden, konnte der Dienstherr seiner Fürsorgepflicht durch die Unterbringung in einer solchen Anstalt genügen und die Kosten für die Unterbringung vom „auf diesen Zeitraum entfallenden Lohne des kranken Dienstboten abziehen“.[11][10] Die Verpflichtung zur Fürsorge von erkrankten Dienstboten dauerte bis zum Ende der vereinbarten Dienstzeit. Danach wurde die Versorgung der „Armenbehörde“ überlassen.[10]
3. Die „allgemeinsten“ Regelungen im preußischen ALR von 1794 fanden sich für die gedungenen Handarbeiter und Tagelöhner.[4] Bei der Regelung der Unmöglichkeit der geschuldeten Arbeitsleistung findet sich hier dieselbe Unterscheidung wie im römischen Recht: Erkrankung galt – sofern sie von niemandem verschuldet wurde – als Zufall in der Person des Arbeitnehmers mit der Rechtsfolge, dass ein Anspruch auf Lohnfortzahlung nicht bestand.[12] War die Erkrankung (Unmöglichkeit) vom Arbeitgeber zu vertreten, so blieb der Anspruch auf den Lohn bestehen.[13] Problematisch war jedoch, dass dieses „allgemeine“ Prinzip nur für Handarbeiter und Tagelöhner galt und vor allem, dass es fast keine Anwendung fand, da Verträge mit Handarbeitern und Tagelöhnern regelmäßig nur für den betreffenden Tag galten und längerfristige Verträge außerordentlich selten abgeschlossen wurden.[6]

Zusammenfassend lässt sich feststellen, dass das Preußische ALR keine eigenständigen Regelungen über eine Lohnfortzahlung im Krankheitsfall schuf, sondern lediglich auf bestehende soziale Sicherungssysteme oder tradierte Regelungen zurückgriff. Arbeitnehmer, die sich nicht im Einflussbereich solcher Systeme befanden, konnten diesbezüglich keine Ansprüche geltend machen.

## Regelungen bis zum Inkrafttreten des BGB

### Die Entstehung von Arbeitsrecht
In Preußen wurde mit den Preußischen Reformen die Einführung von Gewerbefreiheit als Voraussetzung für den wirtschaftlichen Aufstieg des Landes und die Industrialisierung ermöglicht. Wichtige Maßnahmen hierfür waren die Befreiung der Bauern von der Leibeigenschaft, die 1807 eingeleitet wurde, und die Aufhebung der Zunftordnungen in den Jahren 1810 und 1811. Im Zusammenhang mit den technischen Neuerungen, die die Ausbeutung von Bodenschätzen und die Arbeitsprozesse im handwerklichen Bereich veränderten und die Arbeitsproduktivität vorantrieben, konnte sich in Deutschland die Industrialisierung seit ca. 1830 entfalten. Als Arbeitskräfte standen Mitglieder einer ländlichen Unterschicht zur Verfügung, die sich überwiegend aus ehemaligen leibeigenen Bauern rekrutierte. Daneben waren Handwerksgesellen durch den industriell bedingten Rückgang des Handwerks gezwungen, in den Städten Industriearbeit zu verrichten. Die katastrophalen sozialen Zustände der Lohnarbeiter, die mit der beginnenden Industrialisierung einhergingen, führten in der Folgezeit zu ersten Schutzgesetzen, wie z. B. dem preußischen Regulativ von 1839, das die Arbeit von Kindern zwischen 9 und 16 Jahren auf zehn Stunden täglich beschränkte (um die gesundheitliche Tauglichkeit des „Rekrutenmaterials“ zu gewährleisten). Daneben begannen die Arbeiter, Unterstützungskassen zur Selbsthilfe bei Krankheits- und Sterbefällen zu gründen.
Die ersten arbeitsrechtlichen Vorschriften finden sich in der preußischen Gewerbeordnung von 1845, die primär dazu diente, die Gewerbefreiheit gesetzlich festzuschreiben. Diese war Vorläufer der Gewerbeordnung des norddeutschen Bundes von 1869, die im Jahre 1871 als Reichsgewerbeordnung übernommen wurde. Eine Entgeltfortzahlung im Krankheitsfall war in der GewO zunächst nicht vorgesehen.
Ausgehend von den Unterstützungskassen bildeten sich im Verlauf des 19. Jahrhunderts weitere Arbeiterzusammenschlüsse, deren Wirken über das Ziel sozialer Absicherung hinaus die Einflussnahme auf die Arbeitsbedingungen zum Ziel hatte. Dies führte zur Gründung der ersten Gewerkschaften seit Ende der 1840er Jahre. Die Gewerkschaften und die 1869 gegründete Sozialdemokratische Arbeiterpartei gewannen zunehmenden Einfluss und konnten auch durch das Sozialistengesetz von 1878 (bis 1890) nicht beseitigt werden, sondern mehrten ihren Einfluss auch in der Illegalität. Die Politik Bismarcks lief daher seit Beginn der 1880er Jahre darauf hinaus, mit konstruktiven staatlichen Maßnahmen die soziale Lage der Arbeiterschaft zu verbessern, um ihre politische Organisation, die sozialdemokratische Partei, zu schwächen. Seit 1883 wurden daher durch die Sozialgesetze Kranken-, Unfall- und Rentenversicherung eingeführt. Auch das Arbeiterschutzgesetz von 1891 ist in diesen politischen Zusammenhang einzuordnen.

### Das Allgemeine Deutsche Handelsgesetzbuch
Das preußische Allgemeine Deutsche Handelsgesetzbuch (ADHGB) von 1861 war das erste Gesetz, in dem ein Anspruch auf Entgeltfortzahlung für den Fall einer unverschuldeten Arbeitsverhinderung geregelt war. Anspruchsberechtigt waren nur sogenannte Handlungsgehilfen, denen durch das Gesetz eine sechswöchige Gehalts- und Unterhaltsfortzahlung für den Fall der Dienstverhinderung wegen eines „unverschuldeten Unglücks“ gewährt wurde.
Mit der Regelung der Rechtsstellung der kaufmännischen Angestellten im ADHGB wurde der Grundstein für die bis in die heutige Zeit geltende unterschiedliche Behandlung von Arbeitern und Angestellten gelegt: Aufgrund ihrer Stellung als Hilfspersonal bei der Organisation des Unternehmens hatten die Angestellten eine herausgehobene Position, der durch ihre besondere Rechtsstellung Rechnung getragen wurde. So entstand die Gehaltsfortzahlung im Krankheitsfall als Privileg der (leitenden) Angestellten. Die Regelungen des ADHGB wurden 1897 in das Handelsgesetzbuch (HGB) des Deutschen Reichs übernommen.

### Das Arbeiterschutzgesetz
Im Jahre 1891 wurde dann durch das Arbeiterschutzgesetz die Gewerbeordnung dahingehend erweitert, dass mit den §§ 133a bis 133e die „Verhältnisse der Betriebsbeamten, Werkmeister, Techniker“ geregelt wurden. Die neuen Vorschriften befassten sich vornehmlich mit der Kündigung des Dienstverhältnisses. Eine solche Kündigung war nach § 133c Absatz 1 Nr. 4 Gewerbeordnung möglich, wenn die Dienstverpflichteten „durch anhaltende Krankheit oder durch eine längere Freiheitsstrafe oder Abwesenheit an der Verrichtung ihrer Dienste verhindert werden“. Mit dieser Kündigungsmöglichkeit korrespondierte jedoch eine Entgeltfortzahlungsregelung in Absatz 2 Satz 1 dergestalt, dass „in dem Fall zu 4 […] der Anspruch auf die vertragsmäßigen Leistungen des Arbeitgebers für die Dauer von sechs Wochen in Kraft [blieb], wenn die Verrichtung der Dienste durch unverschuldetes Unglück verhindert worden ist“. Dieser Anspruch auf Entgeltfortzahlung wurde jedoch um die Beträge gemindert, auf die ein eventuell bestehender Anspruch gegen die Unfall- oder Krankenversicherung bestand (§ 133c Absatz 2 Satz 2 Gewerbeordnung).

### Die Krankenversicherung
Die in der Gewerbeordnung geregelte Anrechnung von Leistungen der Versicherungen bezog sich auf das im Juni 1883 als erstes der bismarckschen Sozialgesetze in Kraft getretene Gesetz über die Krankenversicherung der Arbeiter. Die Beiträge wurden zur Hälfte von Arbeitgeber und Arbeitnehmer gezahlt, Träger waren die bereits existierenden Innungs- und Knappschaftskassen sowie die genossenschaftlichen Ortskrankenkassen. Die Leistungen bestanden in freier ärztlicher Behandlung und einem Krankengeld, das vom dritten Tage der Erkrankung an bis zu höchstens 13 Wochen gezahlt wurde. Das Krankengeld der Krankenkassen ist zwar nicht als Regelung einer Lohnfortzahlung im engeren Sinne zu verstehen; die Existenz dieser Form sozialer Absicherung machte jedoch Forderungen nach einer gesetzlich geregelten Lohnfortzahlung im Krankheitsfall entbehrlich.

## Regelungen bis zur Gründung der Bundesrepublik Deutschland

### §616 BGB
Mit dem Inkrafttreten des Bürgerlichen Gesetzbuches (BGB) im Jahre 1900 wurde in § 616 BGB eine Regelung über die Entgeltfortzahlung für alle Arbeitnehmer geschaffen, soweit diese nicht den spezielleren Regelungen im Handelsgesetzbuch (HGB) oder in der Gewerbeordnung (GewO) unterfielen. Diese Regelung war jedoch – wie die bereits existierenden Vorschriften – einzelvertraglich abdingbar.
Der Wortlaut des § 616 BGB ist der, den diese Bestimmung heute (wieder) hat:
Der zur Dienstleistung Verpflichtete verliert seinen Anspruch auf die Vergütung dadurch nicht, dass er für eine verhältnismäßig nicht erhebliche Zeit durch einen in seiner Person liegenden Grund ohne sein Verschulden an der Dienstleistung verhindert wird.
Aus den Motiven zum Bürgerlichen Gesetzbuch geht hervor, dass diese Regelung als Abweichung von den allgemeinen Grundsätzen (§ 323 a.F. BGB) aus sozialpolitischen Rücksichten und aus Gründen der Humanität geschaffen wurde. Bezug genommen wurde auf Art. 60 ADHGB, auf Art. 341 des Schweizer Obligationsrechtes (1881) sowie auf das gemeine Recht. Die Beantwortung der Frage, was unter einer „verhältnismäßig nicht erheblichen Zeit“ zu verstehen ist, sei „wegen der Mannigfaltigkeit der in Betracht kommenden Dienstverhältnisse unausführbar“, könne aber ohne Gefahr den Gerichten überlassen werden. Aus den Protokollen geht hervor, dass das Verhältnis zwischen Fehlzeit und Dauer des Dienstverhältnisses hier ausschlaggebend sein sollte.
Der Gesetzgeber des BGB griff hier die schon im römischen Recht existierende Unterscheidung zwischen Verschulden und Zufall in der Person auf, mit dem Unterschied, dass der Zufall in der Person des Dienstnehmers nicht mehr seinem Verschulden gleichgesetzt wurde, sondern zu Lasten des Dienstgebers ging.
Mit Inkrafttreten des BGB existierten so drei gesetzliche Regelungen über eine Lohnfortzahlung im Krankheitsfall: § 133c Gewerbeordnung, § 63 Handelsgesetzbuch und § 616 Bürgerliches Gesetzbuch. Der qualitative Unterschied war, dass in § 616 BGB ein Zeitraum für die Entgeltfortzahlung nicht konkret benannt war, während die anderen Bestimmungen eine Entgeltfortzahlung bis zu sechs Wochen vorsahen, was eine Besserstellung der unter diese Vorschriften fallenden leitenden Angestellten ausmachte. Aufgrund der Abdingbarkeit aller drei Vorschriften war ihre Wirkung jedoch in der Praxis begrenzt.

### Die Notverordnungen von 1930/31
Eine entscheidende Wende erfuhren die Regelungen über die Entgeltfortzahlung durch die Notverordnungen des Kabinetts Brüning in den Jahren 1930 und 1931: Der Anspruch auf Entgeltfortzahlung nach § 63 HGB, § 133c GewO und § 616 BGB wurde zunächst generell für unabdingbar erklärt, ein halbes Jahr später wurde diese Verordnung jedoch rückwirkend dahingehend geändert, dass die Unabdingbarkeit nach § 616 Abs. 2 BGB nur für Angestellte galt und für diese als „verhältnismäßig nicht erhebliche Zeit“ ein Zeitraum von bis zu sechs Wochen festgelegt wurde. Im Ergebnis regelte sich so die Lohnfortzahlung der Arbeiter im Krankheitsfall nach § 616 Abs. 1 BGB mit der Möglichkeit der vertraglichen Abdingbarkeit und ohne einen festgelegten Höchstzeitraum für die Lohnfortzahlung. Für Angestellte bestand dagegen ein unabdingbarer Anspruch auf Gehaltsfortzahlung im Krankheitsfall für die Dauer bis zu sechs Wochen. Durch Tarifverträge konnte zwar eine Besserstellung der Arbeiter erreicht werden, derartige Tarifverträge bildeten jedoch die Ausnahme, zumal die Gewerkschaften elf Monate später von den Nationalsozialisten zerschlagen wurden.

## Die Entwicklung der Entgeltfortzahlung im Krankheitsfall in der Bundesrepublik Deutschland

### Die Entstehung des Lohnfortzahlungsgesetzes 1969
Während der Zeit des Nationalsozialismus und nach Kriegsende waren die Regelungen über die Entgeltfortzahlung im Krankheitsfall zunächst nicht geändert worden. Die so entstandene Ungleichbehandlung von Arbeitern und Angestellten wurde vom Deutschen Gewerkschaftsbund (DGB) aufgegriffen, der im Februar 1955 den Bundestagsfraktionen einen Vorschlag zur Änderung von § 616 BGB zuleitete, in dem der Anspruch auf unabdingbare sechswöchige Lohnfortzahlung auch für Arbeiter vorgesehen war. Die Fraktion der SPD brachte daraufhin einen entsprechenden Gesetzentwurf in den Bundestag ein. Hier war die entsprechende Änderung von § 616 BGB vorgesehen, darüber hinaus bereits ein Ausgleichsverfahren, das kleinere Betriebe (bis zu 100 Beschäftigten) von den durch die Lohnfortzahlung entstehenden Kosten entlasten sollte.
Der Gesetzentwurf scheiterte daran, dass man aufgrund der Änderung zu starke finanzielle Belastungen für die Wirtschaft befürchtete.
Die IG Metall führte daraufhin im Winter 1956/57 in Schleswig-Holstein einen sechzehnwöchigen Streik, durch den (unter anderem) die Lohnfortzahlung auch für Arbeiter tarifvertraglich durchgesetzt werden sollte.
Im Bundestag fand sich darauf im Sommer 1957 eine parlamentarische Mehrheit für eine Änderung der Rechtslage. Diese bestand jedoch nicht in der Änderung des § 616 BGB, sondern in der Schaffung des Gesetzes zur Verbesserung der wirtschaftlichen Situation der Arbeiter im Krankheitsfalle. Hier war keine Lohnfortzahlung durch den Arbeitgeber, sondern lediglich eine Zuschusszahlung zum Krankengeld vorgesehen. Dieser Zuschuss stockte das Krankengeld auf 90 Prozent des Nettoarbeitsentgelts auf. Der Anspruch gegen den Arbeitgeber entstand – wie der Anspruch auf Krankengeld – vom dritten Tage der Krankheit an, er bestand für die Dauer von bis zu sechs Wochen.
Diese Regelung wurde vier Jahre später durch das Gesetz zur Änderung und Ergänzung des Gesetzes zur Verbesserung der wirtschaftlichen Sicherung der Arbeiter im Krankheitsfalle dahingehend erweitert, dass der Krankengeldzuschuss des Arbeitgebers so angehoben wurde, dass die Arbeiter im Krankheitsfall für die Dauer von sechs Wochen ihren Nettolohn erhielten und dass der Anspruch auf diesen Betrag bereits ab dem zweiten Tag der Erkrankung entstand.
Kritik an dieser sogenannten „gespaltenen Lösung“ wurde geübt, weil nach wie vor eine rechtliche und tatsächliche Ungleichbehandlung der Arbeiter und der Angestellten bestand.
Die faktische Gleichstellung der Arbeiter und Angestellten in Bezug auf die Entgeltfortzahlung im Krankheitsfall wurde dann 1969 durch das „Gesetz über die Fortzahlung des Arbeitsentgelts im Krankheitsfalle und über Änderungen des Rechts der gesetzlichen Krankenversicherung“ erreicht. Dieses Gesetz trat am 1. Januar 1970 in Kraft und sah für Arbeiter einen unabdingbaren Anspruch auf Lohnfortzahlung im Krankheitsfall für die Dauer von sechs Wochen vor. Die gespaltene Lösung wurde damit aufgegeben und durch einen eigenständigen Lohnfortzahlungsanspruch gegen den Arbeitgeber ersetzt.
Parallel dazu wurden durch das Erste Arbeitsrechtsbereinigungsgesetz Regelungen dahingehend geschaffen bzw. geändert, dass alle abhängig Beschäftigten im Ergebnis einen Entgeltfortzahlungsanspruch von sechs Wochen hatten. Im Einzelnen wurden geändert:
- die Gewerbeordnung dahingehend, dass die 1891 eingeführten Kündigungsvorschriften in den §§ 133 a–d aufgehoben wurden und nur die Entgeltfortzahlungsregelung in § 133c Abs. 2 bestehen blieb, in die mit den Sätzen 2 und 3 ein Entgeltfortzahlungsanspruch unter Umständen auch bei einer Kündigung eingeführt wurde;
- § 63 HGB und § 616 BGB, wo ebenfalls eine Entgeltfortzahlungsregelung bei Kündigung eingeführt wurde.

Schließlich wurde mit der Schaffung des Berufsbildungsgesetzes (BBiG) eine einheitliche Regelung der Entgeltfortzahlung im Krankheitsfall für alle Auszubildenden – unabhängig vom Berufsziel – festgeschrieben (§ 12 BBiG).

### Entgeltfortzahlungsgesetz von 1994

#### Ausgangssituation und Handlungsbedarf
Bis zur Wiederherstellung der Einheit Deutschlands kam es nach den umfassenden Reformen der Entgeltfortzahlung im Krankheitsfall im Jahre 1969 nur noch zu Detailregelungen, die keine grundsätzlichen Änderungen der Entgeltfortzahlung im Krankheitsfall mit sich brachten.
Im Ergebnis existierten damit vor Schaffung des EFZG Regelungen über eine Entgeltfortzahlung im Krankheitsfall für die Dauer von sechs Wochen für alle abhängig Beschäftigten. Die bestehenden Regelungen wiesen jedoch im Detail Unterschiede auf, die verfassungsrechtlich oder europarechtlich bedenklich waren. Von den vielfachen Unterschieden für die einzelnen Arbeitnehmergruppen seien hier beispielhaft nur einige genannt.
- § 1 Abs. 3 Nr. 2 des Lohnfortzahlungsgesetzes (LFZG) bestimmte, dass die sechswöchige Lohnfortzahlung nicht für Arbeitsverhältnisse galt, in denen die regelmäßige Arbeitszeit wöchentlich 10 oder monatlich 45 Stunden nicht überstieg. Diese Bestimmung stand dem europarechtlichen Grundsatz des gleichen Entgelts für Männer und Frauen (Art. 119 EG-V) entgegen, da der Ausschluss des Anspruchs auf Lohnfortzahlung nach § 1 Abs. 3 Nr. 2 LFZG fast ausschließlich Frauen betraf.[42] Das Bundesarbeitsgericht bestätigte daraufhin, dass diese Bestimmung nicht mehr anzuwenden sei.[43]

- Aufgrund der unterschiedlichen Anspruchsgrundlagen für Arbeiter und Angestellte ergab sich nach wie vor eine Ungleichbehandlung dieser Arbeitnehmergruppen: Nach dem Lohnfortzahlungsgesetz[44] bestand ein Anspruch auf Lohnfortzahlung nicht für befristete Arbeitsverhältnisse bis zu vier Wochen. Eine vergleichbare Bestimmung existierte für Angestellte nicht, so dass hier der Anspruch auch für derart kurzzeitige Arbeitsverhältnisse bestand.[45] Weiterhin entstand der Entgeltfortzahlungsanspruch für Angestellte bereits dann, wenn sie im Zeitraum zwischen Vertragsschluss und Arbeitsaufnahme erkrankten und daher ihre Tätigkeit nicht aufnehmen konnten. Für Arbeiter war jedoch Voraussetzung für einen Lohnfortzahlungsanspruch, dass sie „nach Beginn der Beschäftigung“[46] erkrankten. Das Bundesverfassungsgericht hatte 1992 die ungleichen Kündigungsfristen für Arbeiter und Angestellte gerügt[47], und es schien wahrscheinlich, dass auch diese Ungleichbehandlung von Arbeitern und Angestellten nicht mit dem Gleichbehandlungsgebot, Art. 3 Grundgesetz, zu vereinbaren war.

- Schließlich entstanden auch für die verschiedenen Angestelltengruppen dadurch Unterschiede, dass § 616 Abs. 2 Satz 2 Bürgerliches Gesetzbuch (BGB) den Sechswochenzeitraum für tarifdispositiv erklärte: es konnte tarifvertraglich auch ein anderer Zeitraum bestimmt werden. Eine entsprechende Vorschrift fehlte in § 133c Gewerbeordnung und in § 63 Handelsgesetzbuch, so dass hier der Zeitraum nicht durch Tarifvertrag geändert werden konnte.

Hinzu kam, dass die bestehenden Regelungen über die Entgeltfortzahlung im Krankheitsfall bei der Wiederherstellung der Einheit Deutschlands nicht auf die neuen Bundesländer erstreckt wurden und die Volkskammer der DDR am 22. Juni 1990 eigenständige Regelungen traf. Die Regelungen lehnten sich zwar sehr eng an die des Lohnfortzahlungsgesetz an, galten jedoch für alle Arbeitnehmer, wodurch die unterschiedliche Behandlung verschiedener Arbeitnehmergruppen vermieden wurde. Daraus resultierte jedoch eine zusätzliche Ungleichbehandlung zwischen den Arbeitnehmern in den bisherigen und in den neuen Bundesländern.
Diese Situation der Entgeltfortzahlung im Krankheitsfall machte eine gesetzliche Neuregelung unumgänglich.

#### Gesetzentwurf 1993
Daher legten die Regierungsfraktionen am 24. Juni 1993 einen ersten Entwurf eines Entgeltfortzahlungsgesetzes vor. Dieser Entwurf stellte eine Gleichbehandlung aller Arbeitnehmer sicher und wäre in Bundestag und Bundesrat konsensfähig gewesen, wenn er nicht mit Regelungen zur Einschränkung des Missbrauchs und zur Entlastung der Arbeitgeber gekoppelt gewesen wäre. Insbesondere die geplante Einführung von Karenztagen stieß auf erheblichen Widerspruch von Opposition, Arbeitgebervereinigung, Gewerkschaften und Krankenkassen. Die Auseinandersetzung um das Gesetz zog sich daher bis zum April 1994 hin. Schließlich fand man eine konsensfähige Regelung, die am 1. Juni 1994 als Gesetz über die Zahlung an Feiertagen und im Krankheitsfall (Entgeltfortzahlungsgesetz) in Kraft treten konnte. Gleichzeitig wurden die entsprechenden Regelungen in der Gewerbeordnung und im Handelsgesetzbuch abgeschafft. Die Regelung in § 616 BGB wurde auf den ursprünglichen Inhalt von 1896 zurückversetzt, so dass diese einen Anwendungsbereich nur bei nicht krankheitsbedingter Unmöglichkeit der Dienstleistung fand. Die vergleichbaren Regelungen im Arbeitsgesetzbuch der DDR traten außer Kraft.

#### Änderungen 1996
Die Bundesregierung legte auf Forderung und unter Beifall der Arbeitgeberverbände zu Jahresbeginn 1996 ein 50-Punkte-Aktionsprogramm für Investitionen und Arbeitsplätze vor, aus dem sich im weiteren Verlauf des Jahres das „Programm für mehr Wachstum und Beschäftigung“ entwickelte. Ziel dieses Programms war das Erleichtern von Investitionen, die Stärkung des Wachstums und die Erhöhung der Beschäftigung.
Zur Umsetzung dieses Programms wurden am 10. Mai 1996 in Form des Wachstums- und Beschäftigungsförderungsgesetzes, des Wachstums- und Beschäftigungsförderungs-Ergänzungsgesetz, des Arbeitsrechtlichen Beschäftigungsförderungsgesetzes und des Gesetzes zur Begrenzung der Bezügefortzahlung bei Krankheit vier Gesetzesentwürfe in den Bundestag eingebracht, in denen auch Änderungen des Entgeltfortzahlungsgesetzes vorgesehen waren. Ziel dieser Änderungen war zum einen, die Arbeitgeber von den Kosten der Entgeltfortzahlung zu entlasten und zum anderen, dem Missbrauch der Entgeltfortzahlung Einhalt zu gebieten.
Die Entwürfe wurden am 28. Juni 1996 vom Bundestag angenommen und dem Bundesrat zugeleitet. Dieser lehnte die Entwürfe ab, so dass sie dem Vermittlungsausschuss zugeleitet wurden. Im Vermittlungsausschuss kam es zu keiner Einigung; daraufhin wies am 29. August 1996 der Bundestag das Votum des Vermittlungsausschusses zurück. Da die arbeitsrechtlichen Änderungen nicht der Zustimmungspflicht des Bundesrates unterfielen, wurden sie am 13. September 1996 vom Bundestag mit absoluter Mehrheit beschlossen und traten am 1. Oktober 1996 in Kraft.
Die wesentliche Änderung des Entgeltfortzahlungsgesetzes bestand darin, dass die Höhe der Entgeltfortzahlung im Krankheitsfall von bisher 100 auf 80 Prozent herabgesetzt wurde. Alternativ konnte diese Absenkung durch Anrechnung von Urlaubstagen aufgefangen werden. Auch bei Kuren gab es die Möglichkeit der Anrechnung von Urlaubstagen. Die Regelung wirkte aber nur auf einen Teil der Arbeits- und Ausbildungsverhältnisse, da viele Tarifverträge ohnehin eine Entgeltfortzahlung von 100 Prozent vorsahen. Die arbeitgeberseitige Einforderung einer gesetzlichen Einschränkung der Entgeltfortzahlung im Krankheitsfall kollidierte mit bis dahin getroffenen einzeltarifvertraglichen Regelungen. Aufgrund dessen und aufgrund nachfolgender Einzelauseinadersetzungeen mit den Gewerkschaften verfehlte die Neuregelung weitestgehend ihr Ziel. Im Dezember 1996 einigte sich die IG Metall mit den Metallarbeitgebern auf eine tarifvertragliche Festschreibung der Lohnfortzahlung im Krankheitsfall.
Zum 1. Januar 1999 wurden die Änderungen der Kohl-Regierung von 1996 durch die rot-grüne Regierung unter Gerhard Schröder durch das Gesetz zu Korrekturen in der Sozialversicherung und zur Sicherung der Arbeitnehmerrechte weitgehend wieder aufgehoben. Allerdings werden seither bei der Bemessung des fortzuzahlenden Arbeitsentgelts Überstundenvergütungen nicht mehr berücksichtigt.

#### Änderungen 2012
2012 wurde § 3a in das EFZG eingefügt. Diese Vorschrift bestimmt, dass der Arbeitnehmer auch dann Anspruch auf Fortzahlung seines Entgelts hat, wenn er infolge der Spende von Organen oder Geweben an seiner Arbeitsleistung verhindert ist.

## Entwicklung in der DDR
Nach Art. 15 der Verfassung der Deutschen Demokratischen Republik von 1949 wurde die Arbeitskraft vom Staat geschützt.  Nach Art. 16 hatte jeder Arbeitende ein Recht auf Erholung, auf jährlichen Urlaub gegen Entgelt, auf Versorgung bei Krankheit und im Alter. Diese Bestimmungen waren nach Art. 144 unmittelbar geltendes Recht. Zugleich sollte gem. Art. 18 die Republik unter maßgeblicher Mitbestimmung der Werktätigen ein einheitliches Arbeitsrecht, eine einheitliche Arbeitsgerichtsbarkeit und einen einheitlichen Arbeitsschutz schaffen. Die Arbeitsbedingungen sollten so beschaffen sein, dass die Gesundheit, die kulturellen Ansprüche und das Familienleben der Werktätigen gesichert wird.
Das Arbeitsgesetzbuch von 1961 „regelte die neuen sozialistischen Arbeitsverhältnisse im ersten deutschen Arbeiter-und-Bauern-Staat, der Deutschen Demokratischen Republik,“ enthielt aber ebenso wenig wie das Arbeitsgesetzbuch von 1977 Regelungen über die Lohnfortzahlung im Krankheitsfall. Diese wurden erst durch Gesetz vom 22. Juni 1990 als §§ 115a bis 115g in das Arbeitsgesetzbuch eingefügt.
Vielmehr bestand bereits seit 1947 in der Sowjetischen Besatzungszone aufgrund verschiedener Befehle der Sowjetischen Militäradministration (SMAD) eine einheitliche Pflichtversicherung, die der Erhaltung der Gesundheit und Arbeitsfähigkeit der Versicherten dienen und die berufsständische Zersplitterung der Sozialgesetzgebung Otto von Bismarcks überwinden sollte. Arbeiter und Angestellte gehörten der Sozialversicherung des Freien Deutschen Gewerkschaftsbunds an, die auch Lohnausgleich im Krankheitsfall gewährte. Für Mitglieder von Genossenschaften, selbständig Erwerbstätige und mithelfende Familienangehörige war seit dem Jahre 1956 die staatliche Versicherung der DDR zuständig.
§ 115b des Arbeitsgesetzbuchs von 1977 in der Fassung des Gesetzes vom 22. Juni 1990 blieb nach den Bestimmungen des Einigungsvertrags zunächst in Kraft. Dem Arbeitnehmer war danach für den Zeitraum der Arbeitsunfähigkeit das ihm bei der für ihn maßgebenden regelmäßigen Arbeitszeit zustehende Arbeitsentgelt fortzuzahlen. Die Vorschriften über die Entgeltfortzahlung in den alten Bundesländern für Arbeiter im Lohnfortzahlungsgesetz und für die Angestellten im Bürgerlichen Gesetzbuch, Handelsgesetzbuch und der Gewerbeordnung waren wegen der Verfassungswidrigkeit der Differenzierung zwischen Arbeitern und Angestellten nicht zum 3. Oktober 1990 auf das Gebiet der neuen Bundesländer erstreckt worden.
Erst mit Inkrafttreten des Entgeltfortzahlungsgesetzes am 1. Juni 1994 wurde die unterschiedliche Rechtslage in den alten Bundesländern und im Beitrittsgebiet beseitigt. Bestimmungen des Arbeitsgesetzbuchs, die noch in Kraft waren, wurden aufgehoben.